# Presidio de San Ignacio de Tubac
El Presidio de San Ignacio de Tubac fue un presidio fundado en 1752 en Tubac, Condado de Santa Cruz, Arizona, Estados Unidos. Fue la primera fortificación del estado de Arizona. Actualmente se encuentra en el Tubac Presidio State Historic Park.

## Historia
Tras la inspección de Pedro Rivera y Villalón, brigadier inspector general de la Frontera Norte de Nueva España, se crearon nuevos presidios como el de Terrenate (1741), Tubac (1752), San Pedro de la Conquista del Pitic (1741), San Miguel de Horcasitas (1750) y los presidios del norte de Nueva Vizcaya como Janos, Conchos, San Bartolomé, Mapimí, Cerro Gordo, Gallo y Pasaje y el presidio de El Paso. Estos trabajos fueron anteriores a los de Alejandro Pignatelli, III marqués de Rubí y suponían crear una línea defensiva desde Sonora a Texas ante la revuelta en la Pimería Alta de 1751.
El presidio de San Ignacio de Tubac fue fundado en 1752 en la Frontera Norte o del Septentrión de Nueva España para la defensa de los ataques apaches de la población y las misiones del valle del río Santa Cruz. En torno al presidio se asentaron las familias de la guarnición. En 1774 el capitán Juan Bautista de Anza emprendió la exploración del camino del valle de Santa Cruz a California. Tras la escolta a 240 colonos desde San Miguel de Horcasitas a Monterrey, Anza continuó hasta lo que hoy es San Francisco, donde pudo reconocer lugares apropiados para la organización del territorio con el asentamiento de presidios y misiones. En 1775 el presidio recibió las instrucciones de levantar el Presidio de San Agustín del Tucson.
A principios del siglo XIX la población de Tubac comprendía la guarnición militar del presidio, 20 familias españolas y 80 indias. La principal actividad era la ganadería vacuna y ovina y los cultivos principales el trigo y maíz. En septiembre de 1821 el presidio y la población fueron abandonadas al finalizar la guerra de Independencia de México. El presidio fue empleado por tropas del ejército mexicano durante la guerra México-Americana después de su retirada del presidio de Tucson en 1846, para ser abandonado nuevamente tras el Tratado de Guadalupe Hidalgo en 1848. Producida su incorporación a los EE.UU, tras la venta de La Mesilla en 1854 fue acondicionado nuevamente para la defensa de la población asentada para la explotación de sus minas de cobre. Unido a la Confederación, durante el sitio de Tubac en agosto de 1861 los apaches ocuparon y saquearon el presidio, reconstruido, quedó sin uso militar, producida la rendición de Gerónimo en 1886.
En 1958 fue declarado un Parque Histórico Estatal (State Historic Park) y en la actualidad tiene uso cultural y turístico y en 1970 se inscribió en el Registro Nacional de Lugares Históricos.

## Descripción
Del presidio original de reducidas dimensiones se conservan los cimientos y vestigios de edificaciones auxiliares que fueron edificados en adobe con vigas de pino o chopo americano. Los tejados se edificaron con cubierta vegetal de ocotillo, otras plantas y barro. Los edificios estuvieron en pie hasta principios del siglo XX. Existe un museo y centro de interpretación del sitio. 

## Galería

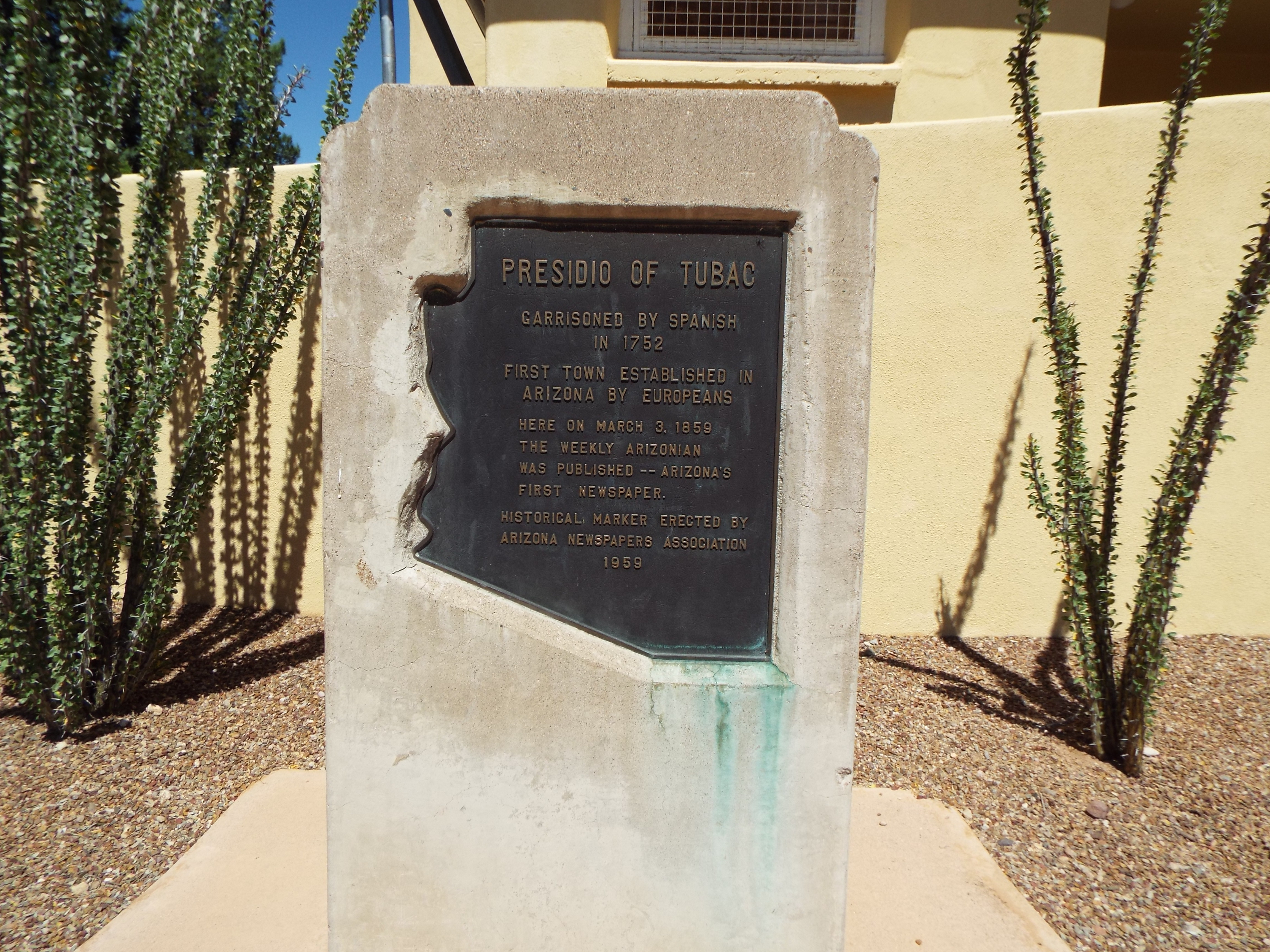
Placa conmemorativa del Presidio de San Ignacio de Tubac
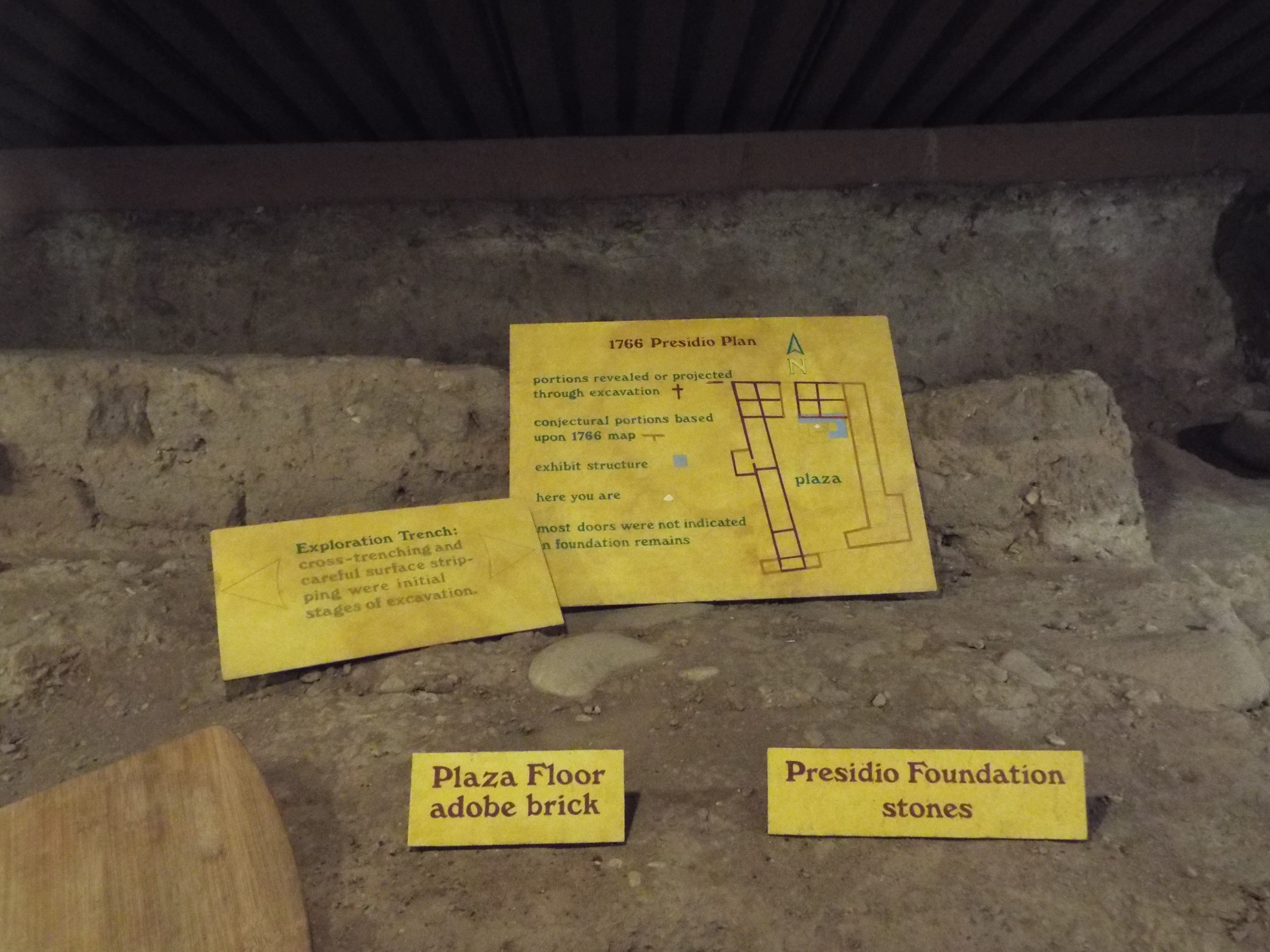
Yacimiento arqueológico excavado de los cimientos del Presido
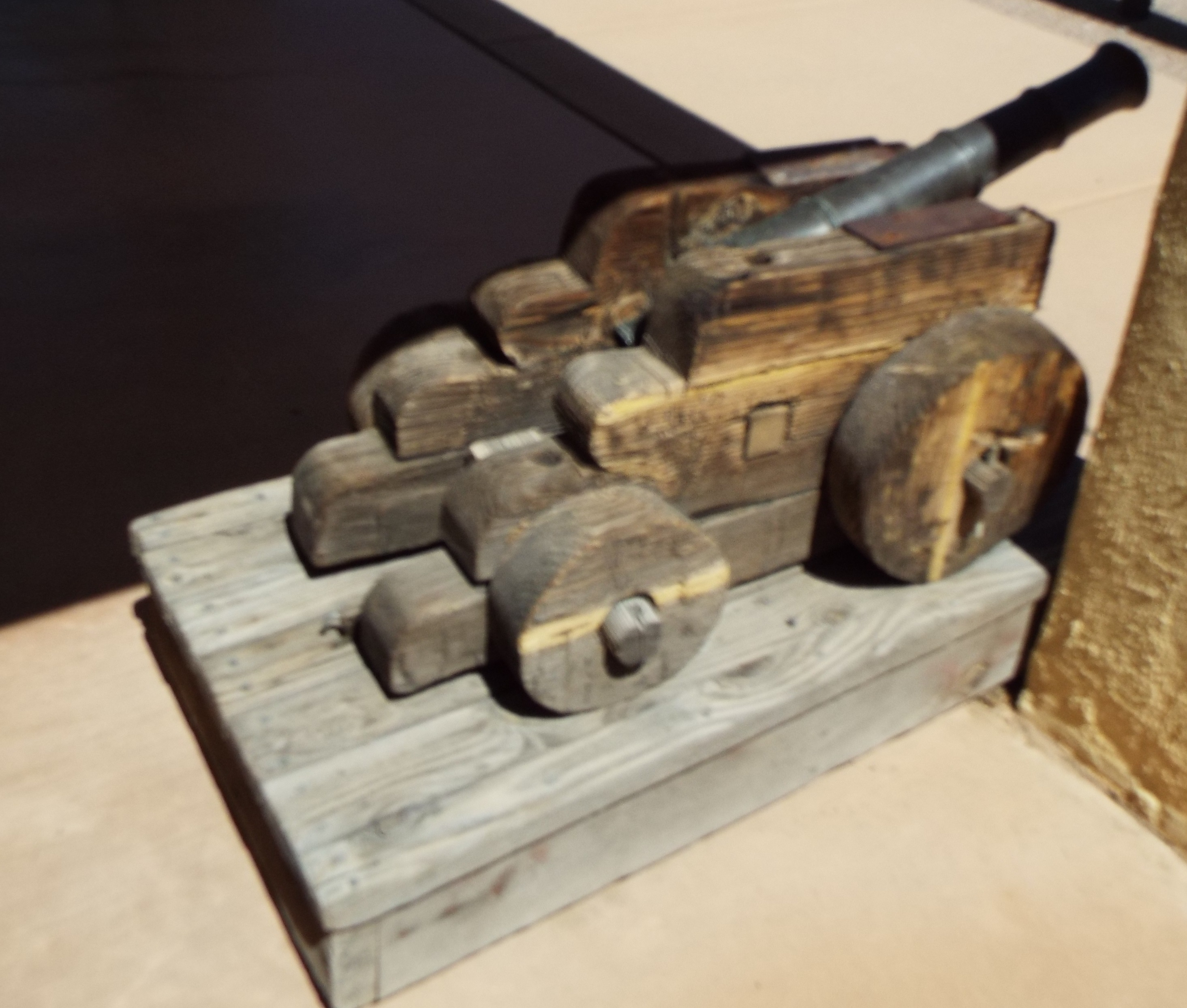
Cureña del siglo XVIII
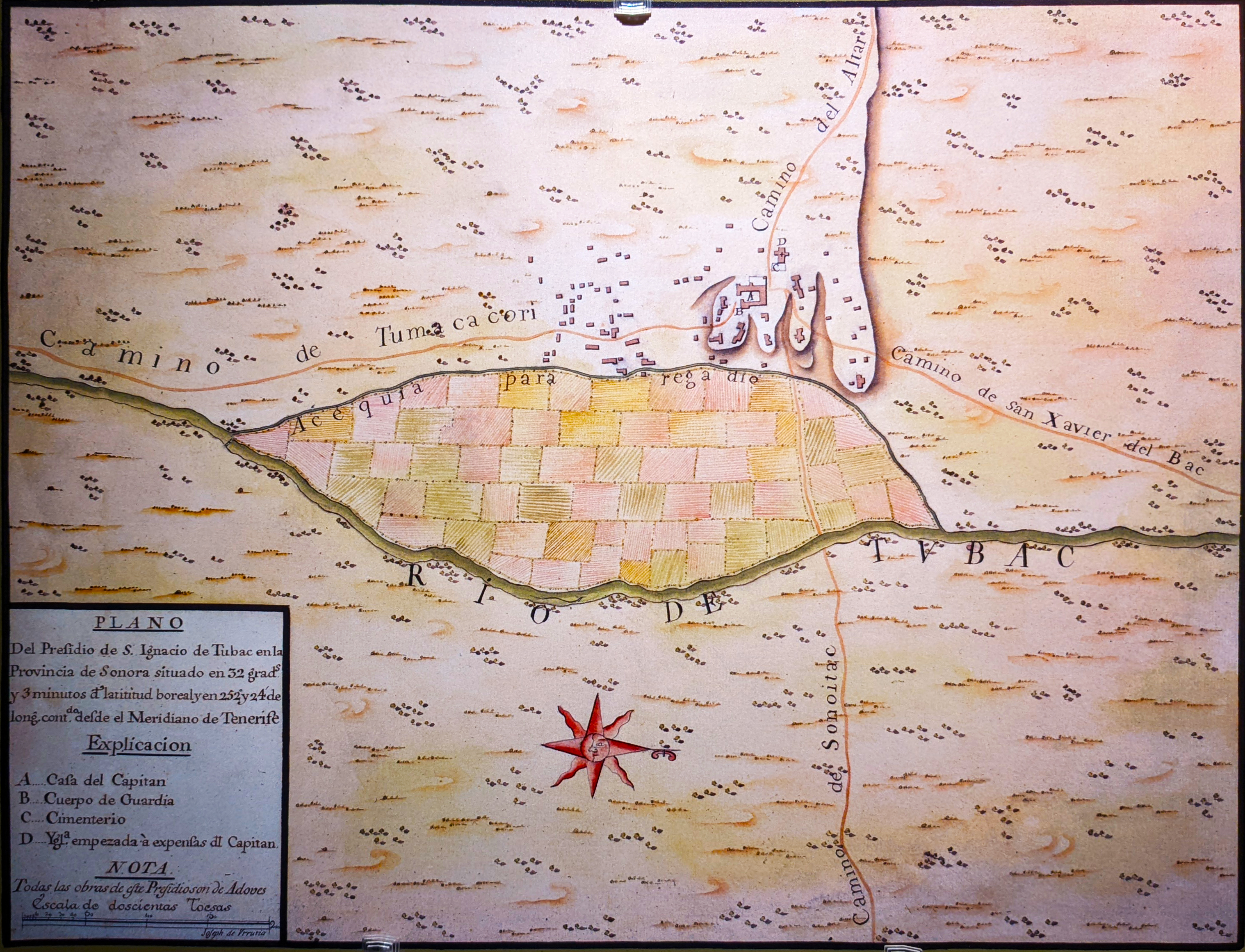
Mapa del ingeniero Josef Urrutia de Tubac (1775-1776). Existe una copia en la Biblioteca del Congreso de los EE.UU.
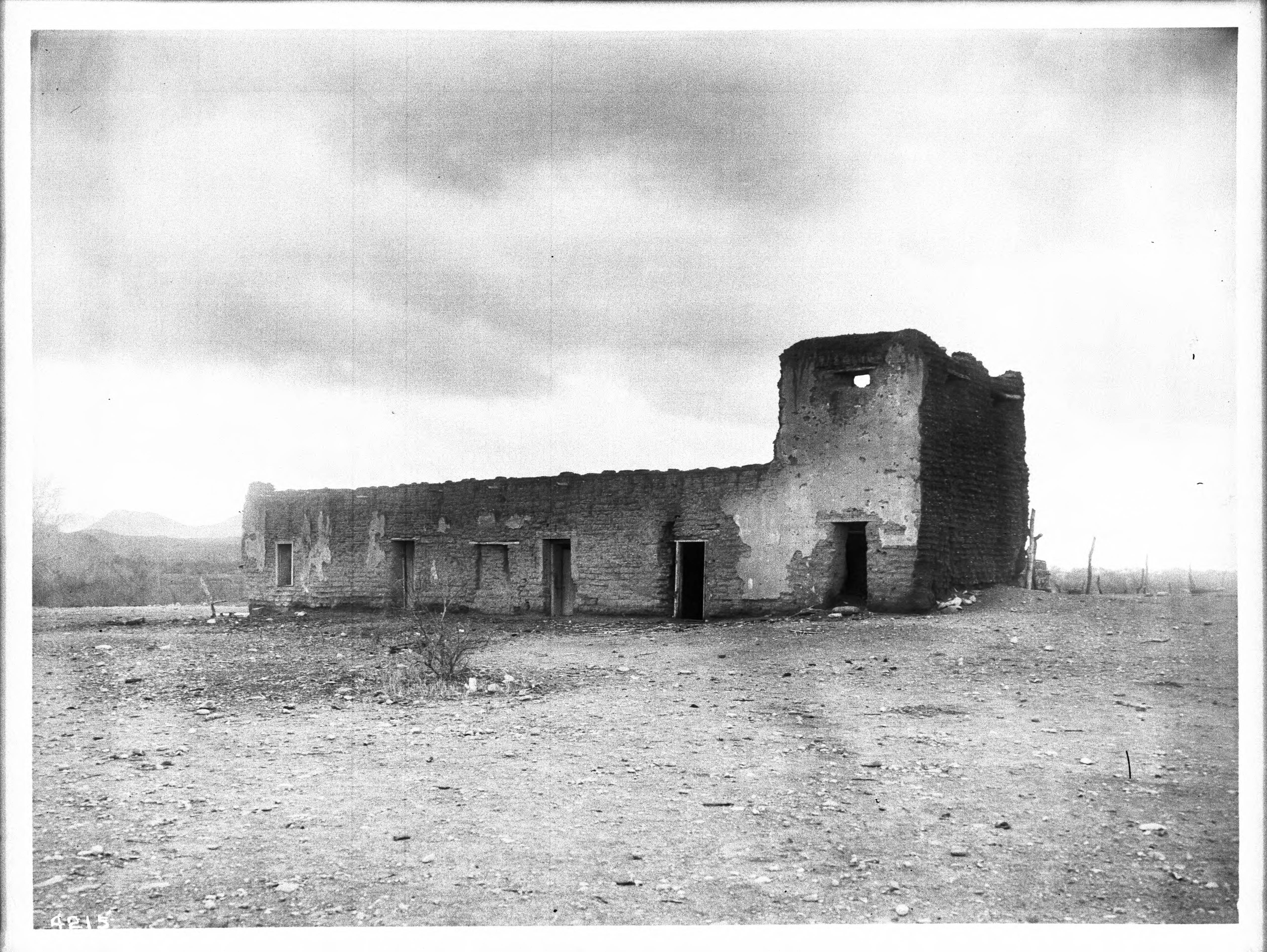
Presidio de San Ignacio de Tubac en ruinas en 1905